# Piniongetriebe

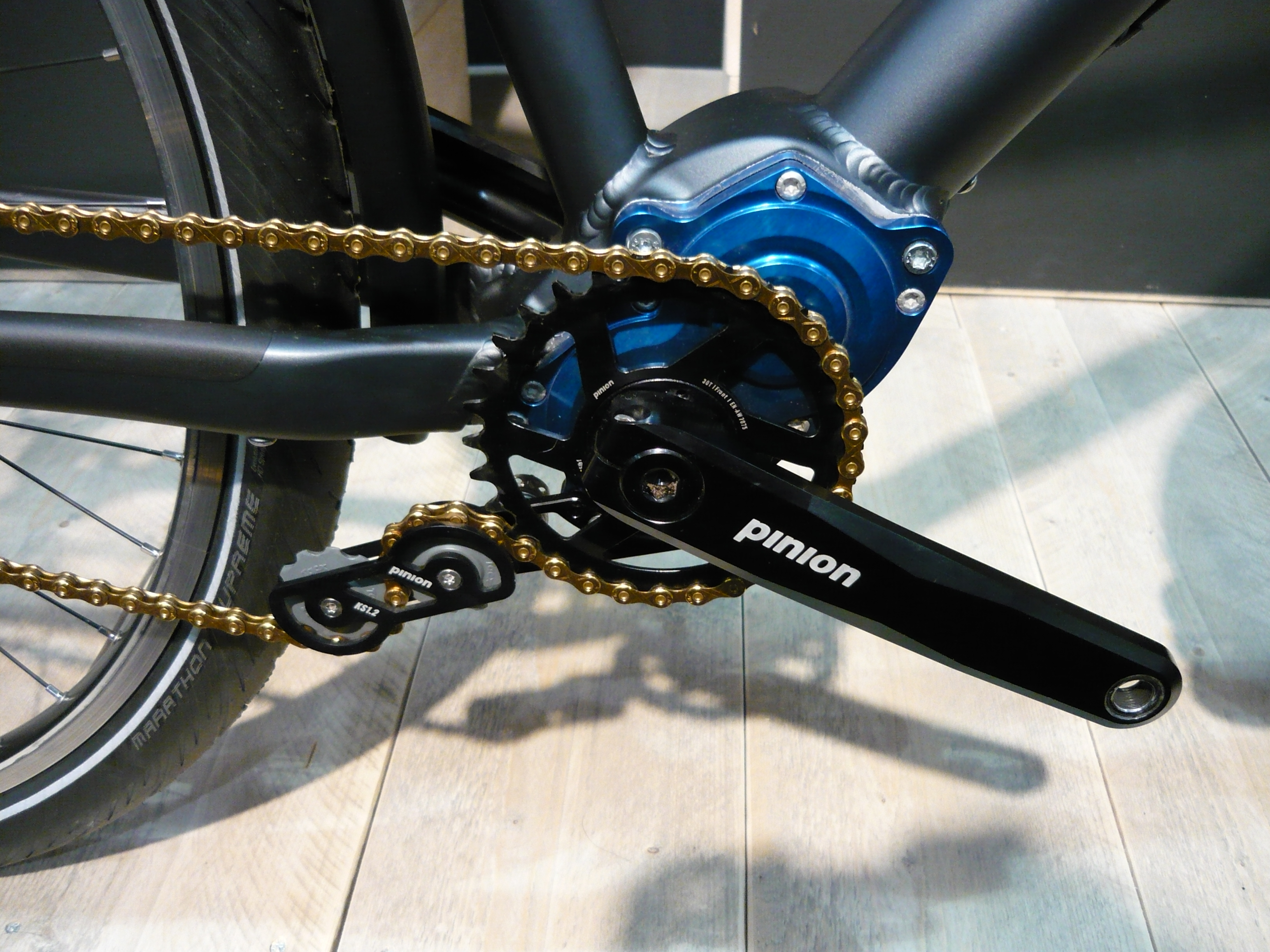
Pinion P1.18 Getriebe

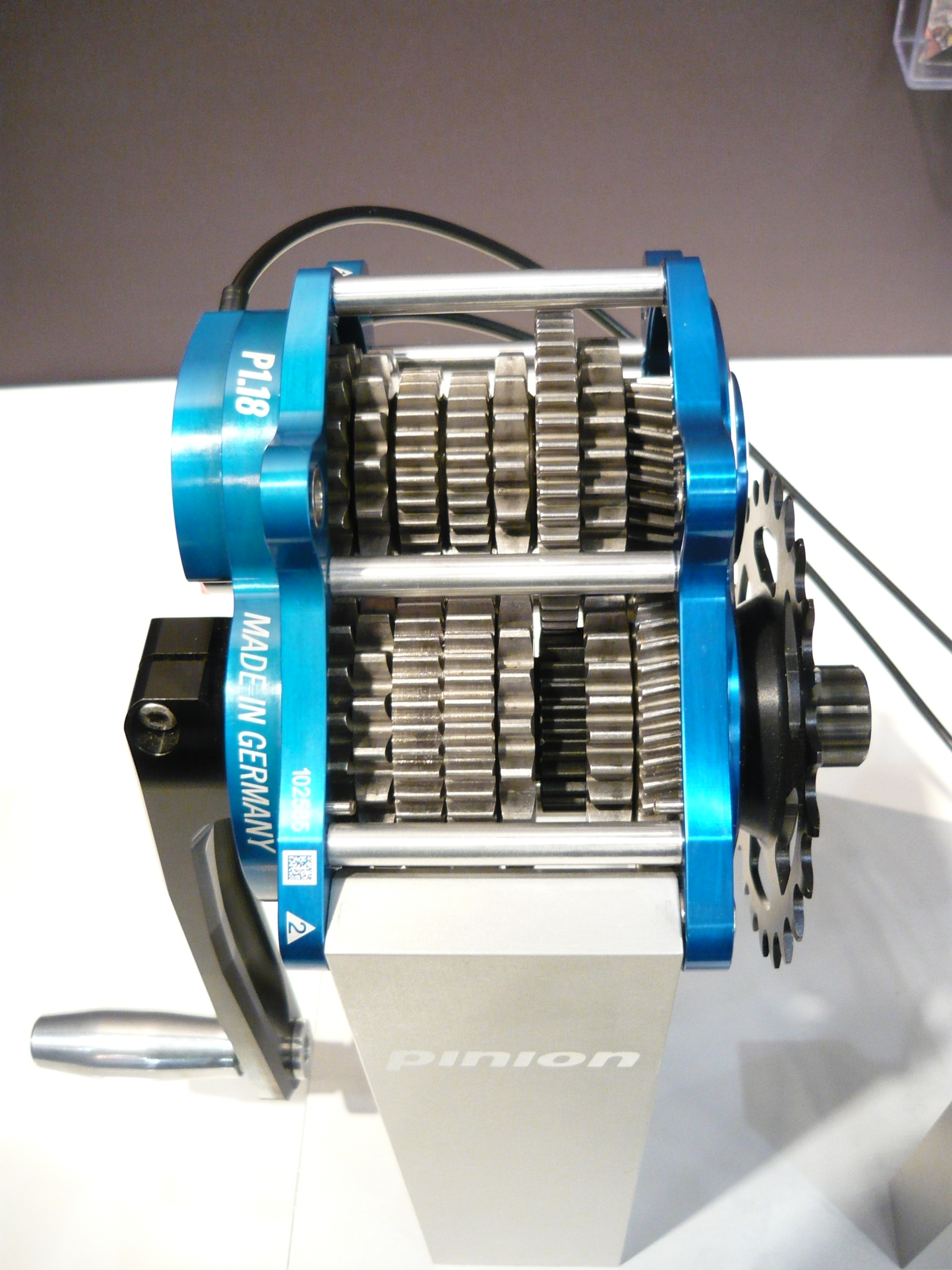
Pinion P1.18 Getriebe Innenansicht

Ein Piniongetriebe ist eine spezielle Fahrrad-Gangschaltung in Form einer Tretlagerschaltung des Herstellers Pinion GmbH. Bei dem Piniongetriebe ist im Gegensatz zu anderen Fahrradgangschaltungen das Schaltwerk im Tretlager integriert. Es handelt sich hierbei um eine geschlossene Bauweise, ähnlich einer Nabenschaltung.
- Der Vorteil dieser geschlossenen Bauweise liegt in dem reduzierten Wartungsaufwand und der Robustheit gegenüber Schmutz. Im Gegensatz zur Kettenschaltung lassen sich die Gänge auch im Stand einlegen.
- Nachteilig ist das höhere Gewicht gegenüber einer Kettenschaltung sowie die Notwendigkeit eines extra für das Piniongetriebe entwickelten Fahrradrahmens, der das Getriebe aufnehmen kann.

Piniongetriebe sind nicht vollständig neu, es gab bereits historische Vorbilder wie das Mutaped. Die Piniongetriebe gibt es in Varianten mit 6–18 Gängen in den zwei Baureihen C-Linie (mit Magnesiumgehäuse) und P-Linie (mit Aluminiumgehäuse) mit einer Spreizung von bis zu 636 %, wobei die Gänge gleichmäßig verteilt sind.
Seit 2023 gehört die Pinion GmbH zudem zu den Herstellern von Fahrradelektoantrieben, denn seit diesem Jahr gibt es mit der „Motor Gearbox Unit“ (MGU) auch eine Getriebevariante, in der zusätzlich ein Elektroantrieb verbaut ist. Pinion bietet mittlerweile zudem auch eine darin integrierte „Smart.Shift-Technologie“ an, mit der vollelektrisches Schalten auf Knopfdruck ermöglicht wird. Fahrräder, die solch eine Motor Gearbox Unit verbaut haben, sind entsprechend E-Bikes.

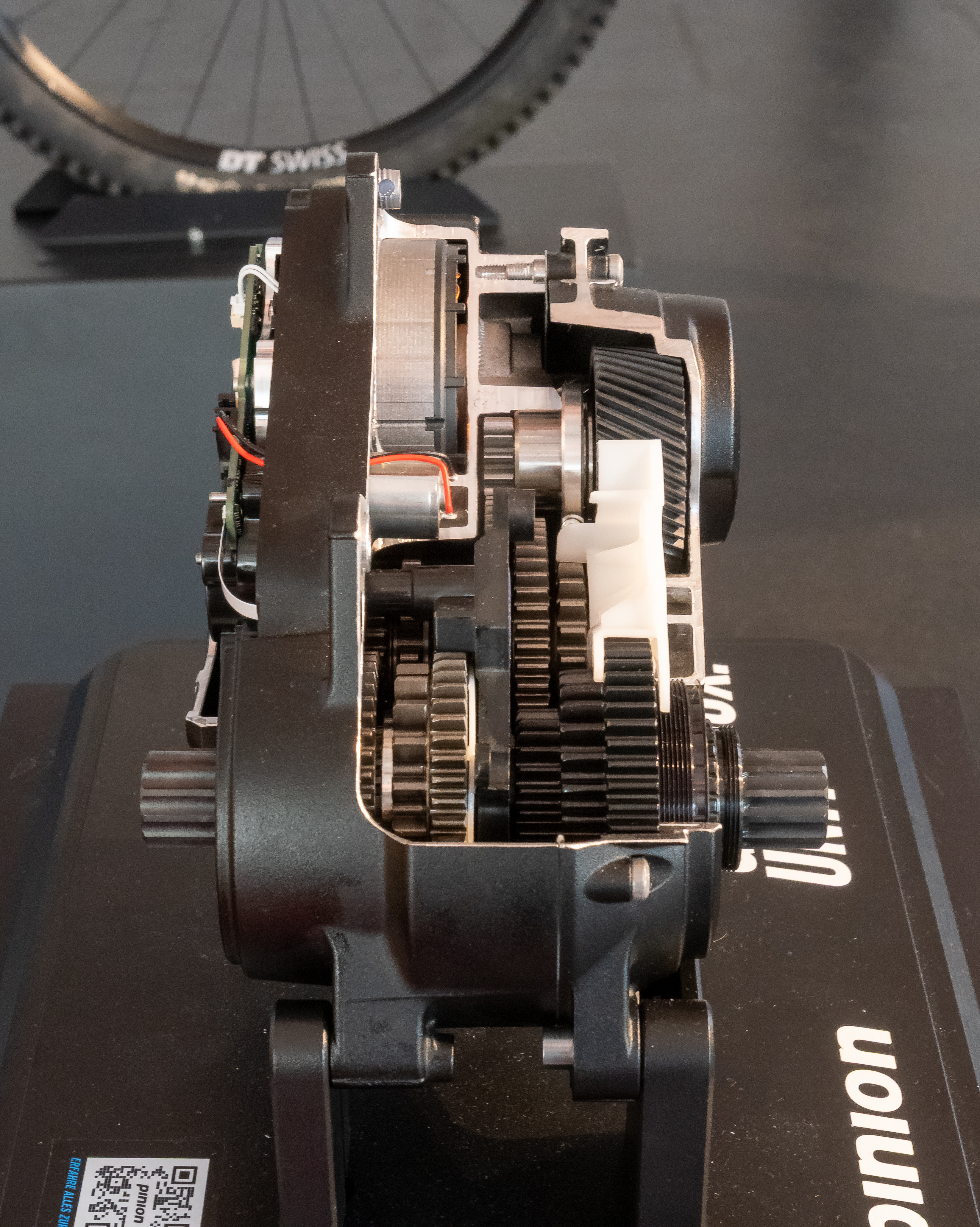
Schnittmodell einer Pinion Motor Gearbox Unit (MGU)

## Geschichte
Die Pinion GmbH, die die Gangschaltung entwickelt hat und produziert, wurde 2008 in Stuttgart von Christoph Lermen und Michael Schmitz gegründet. Lermen und Schmitz absolvierten zusammen ein Praktikum im Entwicklungszentrum bei Porsche und als begeisterte Mountainbiker unterhielten sie sich über nervige Kettenschaltungen. Daraus entstand ihre Idee, ein Fahrradschaltwerk zu entwickeln, „das wie ein Autogetriebe funktioniert“. „Zwei Jahre lang entwickelten sie verschiedene Getriebekonzepte … und gingen Ende 2007 mit der ersten Patentanmeldung in der Tasche auf Investorensuche.“ Nach einem ersten Rückschlag bauten sie ihr Modell durch Vereinfachung um „und produzierten einen viel robusteren Prototyp: Ein Stirnradgetriebe mit 18 leistungsübertragenden Zahnrädern, zwei Getriebewellen, zwei Nockenwellen.“
Das Getriebe wurde auf der Fachmesse Eurobike 2010 präsentiert. Im September 2012 wurden die ersten mit Piniongetriebe ausgestatteten Fahrräder vorgestellt. Die elektrische MGU wurde auf der Eurobike 2023 vorgestellt.

## Technische Daten
|                            | P1.18  | P1.12  | P1.9XR | P1.9CR |
| -------------------------- | ------ | ------ | ------ | ------ |
| Gangzahl                   | 18     | 12     | 9      | 9      |
| Übersetzungsbandbreite     | 636 %  | 600 %  | 568 %  | 364 %  |
| Abstufung                  | 11,5   | 17,7   | 24,3   | 17,5   |
| Übersetzung kleinster Gang | 1,82   | 1,82   | 1,82   | 1,82   |
| Übersetzung größter Gang   | 0,29   | 0,3    | 0,32   | 0,36   |
| Gewicht                    | 2700 g | 2350 g | 2200 g | 2200 g |

|                            | C1.12   | C1.9XR  | C1.6    |
| -------------------------- | ------- | ------- | ------- |
| Gangzahl                   | 12      | 9       | 6       |
| Übersetzungsbandbreite     | 600 %   | 568 %   | 295 %   |
| Abstufung                  | 17,7 %  | 24,3 %  | 24,3 %  |
| Übersetzung kleinster Gang | 1,82    | 1,82    | 1,82    |
| Übersetzung größter Gang   | 0,3     | 0,32    | 0,32    |
| Gewicht                    | 2.100 g | 2.000 g | 1.800 g |

|                        | E1.9           | E1.12          |
| ---------------------- | -------------- | -------------- |
| Gangzahl               | 9              | 12             |
| Übersetzungsbandbreite | 568 %          | 600 %          |
| Abstufung              | 24,3 %         | 17,7 %         |
| Drehmoment             | 85 Newtonmeter | 85 Newtonmeter |
| Max. Leistung          | 600/800 Watt   | 600/800 Watt   |
| Gewicht                | ca. 4.000 g    | ca. 4.100 g    |